# 奈良県立片桐高等学校
奈良県立片桐高等学校（ならけんりつ かたぎり こうとうがっこう, Nara Prefectural Katagiri Senior High School）は、奈良県大和郡山市満願寺町に所在した県立高等学校。

## 概要
1983年（昭和58年）4月に、「第十二高等学校」として開設された全日制高校。奈良県立斑鳩高等学校と統合する際、新設合併により、2007年（平成19年）3月に閉校、廃止された。奈良県立高等学校で英語科を設置した最初の学校であり、国際理解教育に重点を置いていた。
校地と校舎は改築され、2012年1月より奈良県郡山総合庁舎として再利用されている。

### 教育方針
日本国憲法、教育基本法及び学校教育法に定められた教育の精神に基づき、人権を尊重する民主的な社会の発展に貢献する国民の育成を期して推進する。このため、清新にして希望に満ちた学校づくりを目指して、「知・徳・体」の調和ある人間形成に努める。

#### 教育目標
1. 知性を磨き、豊かな情操と創造力を養う。
2. 人権尊重・自他敬愛に基づく人間関係を深める。
3. 広い国際的視野と豊かな国際感覚を持った人間を育成する。
4. 心身を鍛え、不屈の精神と逞しい体力を培う。
5. 体験的な活動を通して、正しい勤労観を養う。

#### 校訓
校訓（）は以下の通りであった。
- 「自律」（）
- 「創造」（）
- 「敬愛」（）[2]。

## 沿革
- 1981年（昭和56年）12月22日 - 奈良県議会文教委員会において、奈良県立第十二高等学校建設予定地の取得を可決。
- 1982年
  - 11月26日 - 校章を制定。
  - 12月20日 - 奈良県議会での「奈良県立高等学校設置条例の一部を改正する条例」の可決により、校名を「奈良県立片桐高等学校」とする全日制普通科高校設置を決定。
- 1983年
  - 3月15日 - 第1回入試を奈良大学で実施。
  - 3月25日 - 本館が完成。
  - 4月1日 - 奈良県立片桐高等学校が開校。初代校長に大橋茂樹が就任。
  - 4月11日 - 開校式および第1回入学式を挙行。405名が入学し、第1学年9学級を編成。
  - 11月1日 - 創立記念式典を挙行。校旗を制定し、この日を創立記念日とする。
- 1984年
  - 3月31日 - 北館（西部分）と西館が完成。
  - 4月1日 - 普通科に英語類型を設置し、第2学年より選択履修とする。
- 1985年
  - 2月22日 - 校歌を制定。
  - 3月31日 - 北館（東部分）と東館が完成。
  - 6月18日 - 全校舎が完成。
- 1986年3月1日 - 第1回卒業証書授与式を挙行。
- 1987年
  - 1月15日 - 格技場が完成。
  - 4月1日 - 専任外国人英語指導助手を配置。
- 1988年
  - 9月29日 - 文化祭のビッグアート「大和の大仏」が文部大臣賞を受賞。
  - 10月22日 - 奈良県高等学校硬式野球秋季大会で優勝し、近畿大会に出場。
  - 11月 -  アメリカ合衆国ノーススタッホード高校およびジョンキャロル高校と姉妹校提携。
- 1989年（平成元年）1月18日 - 校訓（自律・創造・敬愛）を制定。地域との交流を目的として合唱と英語会話の開放講座を実施。
- 1990年
  - 4月1日 - 奈良県立高等学校唯一の英語科を新設。
  - 4月11日	第8回入学式を挙行。第8期生405名（普通科315名、英語科90名）入学。
- 1992年
  - 9月12日 - 生徒会活動の校舎周辺の清掃ボランティアを開始。
  - 10月18日 - 第1回同窓会を開催。
- 1995年11月 - 韓国への修学旅行を実施し、慶州高等学校（後に東一工業高等学校、盆唐大眞高等学校）と交流。
- 1996年
  - 4月 - 学校設定科目として｢日常英会話｣、｢英会話｣、｢英語演習｣を開講。
  - 11月15日 - 　オーストラリア Mt. Lilydale（マウント・リリデール）校と姉妹校提携調印。
- 1997年
  - 4月14日 - 　アメリカ合衆国オレゴン州 Episcopal（エピスコパル）高等学校と姉妹校提携調印式。
  - 7月28日 - 英語科の1日体験入学を実施。
- 1998年
  - 1月13日 - 　東一工業高等学校の代表教員・生徒が来日し、親善交流会を実施。
  - 4月1日 - 学校設定科目として｢国際理解｣の授業を開講。
- 1999年 - 奈良県立学校体育施設開放事業として、運動場の開放を開始。
- 2001年7月28日 - 第83回全国高校野球選手権奈良大会決勝戦、智辯高校に2対11で敗退し、準優勝。
- 2002年
  - 3月28日 - グラウンドを改修。
  - 11月6日 - 創立二十周年記念式典を挙行。
- 2003年6月12日 - 奈良県立斑鳩高等学校との統合が決定。
- 2004年
  - 6月25日 - 奈良県議会での「奈良県立高等学校設置条例の一部を改正する条例」の可決により、奈良県立片桐高等学校の廃止と、校名を「奈良県立法隆寺国際高等学校」とする奈良県立斑鳩高等学校との統合校の設置を決定。
  - 9月17日 - 2005年度以降の生徒募集停止を公表。
- 2005年4月1日 - 奈良県立法隆寺国際高等学校が開校。
- 2007年
  - 3月1日 - 最後の卒業証書授与式および法隆寺国際高校への引継式を挙行。片桐高校に記念碑を設置。
  - 3月31日 - 奈良県立片桐高等学校閉校、廃止。

## 基礎データ

### 所在地
- 奈良県大和郡山市満願寺町60番地

### アクセス
- 奈良交通「片桐小学校」停留所より北へ約500m（徒歩約7分）
- JR西日本大和路線「大和小泉駅」より北へ約1.5km（徒歩約21分）

### 象徴

#### 校名
学校所在地は、市制施行前の片桐村にあたり、石州流茶道の発祥の地であって、古来からの文化の香りの高さを尊び、校名に旧地名を取り入れた。

#### 校章
校章は、古くは「富緒河（トミノオガワ）として拾遺和歌集に詠まれている、学校の西を流れる富雄川と、大和を象徴する桜の花を図案化したものであって、５枚の花弁は、知・徳・体と創造力さらに国際感覚の育成を願ったものである。

#### 校歌
作詞は大上敬義、作曲は中村泰士による。歌詞は2番まであり、両番に校名の「片桐高校」が登場する。

## 設置する課程、学科、コース及び定員
- 全日制課程
  - 普通科 - 480名（募集人員160名：一般選抜）
  - 英語科 - 240名（募集人員80名：分割選抜；1990年度開設）

普通科については、3年次より、文科型・理科型・文理混成コースの類型のいずれかに分かれる。

## 学校行事

### 文化祭
文化祭は「熱活祭」と呼ばれ、毎年9月上旬の木曜日・金曜日の2日間に渡り開催された。開催前日は全日の準備期間と開会式があった。

## 部活動

### 体育系
- サッカー部
- ハンドボール部
- バレーボール部
- 硬式テニス部
- バドミントン部
- ソフトボール部
- 野球部
- 柔道部
- 剣道部
- ラグビー部
- バスケットボール部
  - 2004年（平成15年）第35回全国高等学校バスケットボール選抜優勝大会　初出場、２回戦敗退
  - 2005年（平成16年）第36回全国高等学校バスケットボール選抜優勝大会　初戦敗退
- 陸上部

### 文化系
- 茶道部
- 華道部
- 吹奏楽部
  - 2006年（平成17年） 第12回日本管楽合奏コンテスト　高等学校A部門　最優秀賞
- 書道部
- 美術部
- 写真部
- 新聞部
- 生物部
- コーラス部
- 情報処理部
- 演劇部
- 放送部
- ESS
- 解放研究部
- 地歴部
- 家庭クラブ

## 高校関係者と組織

### 高校関係者組織
- 奈良県立片桐高等学校同窓会「桐生会」 - 片桐高等学校卒業生による同窓会組織
- 奈良県立片桐高等学校育友会 - 生徒保護者による保護者会組織

### 高校関係者一覧

#### 著名な出身者
- 岡友美 - お笑い芸人。漫才コンビ 青空
- 松村惇史 - お笑い芸人。漫才コンビ フキノタイタン